# Família (biologia)

Hierarquia dos principais níveis de classificação dos seres vivos.

Na Biologia, família (em latim: familia, plural familiae) é um táxon integrado no sistema taxonómico criado por Lineu no século XVIII. A família agrupa um conjunto de géneros, podendo incluir subfamílias, e está incluída numa ordem.

## História do conceito

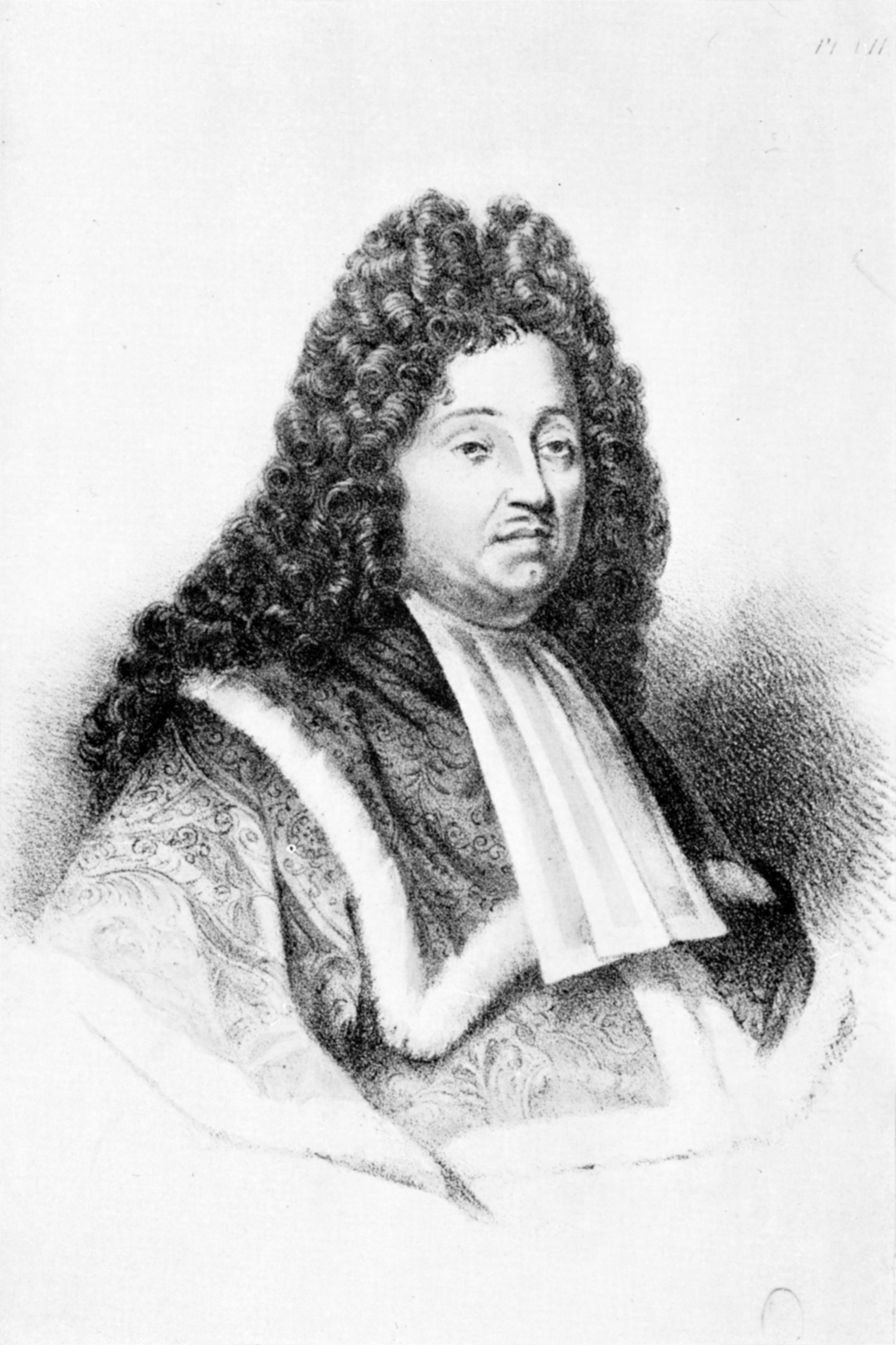
Pierre Magnol descreveu mais de 2.000 espécies.

Família, como um táxon intermediário entre ordem e género, é uma invenção relativamente nova.
O termo família foi cunhado pelo botânico francês Pierre Magnol no seu Prodromus historiae generalis plantarum, in quo familiae plantarum per tabulas disponuntur (1689) onde ele denominou de famílias (familiae) os sessenta e seis grupos de plantas que ele reconheceu em suas tabelas. O conceito deste táxon a este tempo era ainda in statu nascendi, e no prefácio do Prodromus Magnol fala da união de suas famílias em um grande gênero, o qual tinha um significado diferente do atual. Mas o uso moderno do nível taxonômico de família foi pela primeira vez registrado nos trabalhos de Ernst Haeckel, especialmente em Die systematische Phylogenie (1894), o qual é considerado seu  melhor livro.

## Botânica

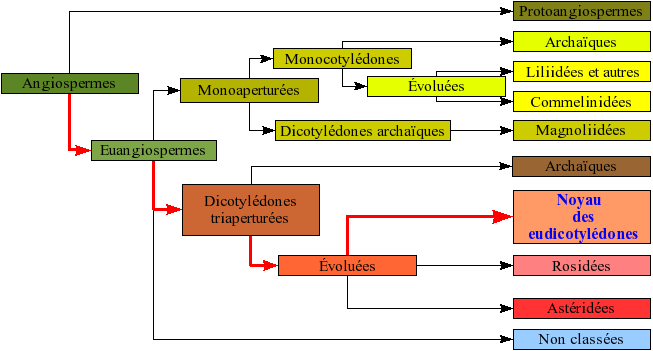
Exemplo de Classificação filogenética pela APG (em)

Para a botânica é a categoria de maior importância. Quando está interessado em classificar um material botânico, procura-se conhecer a sua família. O nome da família é constituído pelo radical do nome do gênero de maior representatividade (em números ou popularidade) de espécies da família a que pertence, acrescido da terminação "-aceae" (em português: "-áceas").
Exemplo: género representativo Brassica mais o sufixo "-aceae", logo a família será Brassicaceae.
Algumas famílias têm a terminação consagrada pelo uso. Para cada uma, o quadro abaixo mostra a forma antiga (terminação em "-ae") e a forma de acordo com o Código Internacional de Nomenclatura Botânica, repare na terminação "-aceae".
| Antigo       | Atual        |
| ------------ | ------------ |
| Compositae   | Asteraceae   |
| Cruciferae   | Brassicaceae |
| Gramineae    | Poaceae      |
| Gutiferae    | Clusiaceae   |
| Labiatae     | Lamiaceae    |
| Leguminosae  | Fabaceae     |
| Palmae       | Arecaceae    |
| Umbelliferae | Apiaceae     |

## Zoologia
Na classificação científica do reino Animalia, a família adquire a terminação -idae (no português: "-ídeos"), as subfamílias têm terminação -inae (no português: "-íneos") e as super-famílias possuem a terminação -oidea (no português: "-óideos").